# Giulia Sissa
Giulia Sissa (nacida en 1954) es una filósofa italiana e historiadora del mundo antiguo.

## Trayectoria
Giulia Sissa estudió hasta 1977 historia antigua en la Universidad de Pavía, y se especializó en el mundo clásico griego. En 1983 entró a trabajar en la École des Hautes Études en Sciences Sociales de París. Desde entonces investigó sobre antropología histórica en el Centre national de la recherche scientifique de París, y perteneció al círculo del helenista Jean-Pierre Vernant, en la llamada École de Paris (Anthropologie). 
Luego, Sissa fue profesora de la Johns Hopkins University en Baltimore. Hoy, enseña en Los Ángeles, en el departamento de "Classics and Political Science" de la Universidad de California. Está casada con Anthony Pagden.
Giulia Sissa trabaja sobre democracia, feminismo, sexualidad, utopía. Ha utilizado intensamente antiguos filósofos (Platón, Aristóteles y Epicuro), para luego poder hablar, en ensayos más amplios, tanto de distintos escritores (Thomas De Quincey, Charles Baudelaire o William S. Burroughs), como de pensadores, como Sigmund Freud, Martin Heidegger y Michel Foucault.
Ha colaborado en el tomo I de la Historia de las mujeres dirigida por Michelle Perrot y Georges Duby. Su último libro es La jalousie : une passion inavouable (Odile Jacob, 2015).

## Obra
- Madre Materia. Biologia e sociologia della donna antica, Turín, 1983, con S. Campese y P. Manuli.
- Le corps virginal.  La Virginité féminine en Grèce ancienne, París, Vrin, 1987; tr. La verginità in Grecia, Bari, 1992.
- La vie quotidienne des dieux grecs, con Marcel Detienne, París, 1989; y  La vita quotidiana degli dei greci, Bari, 1989. Tr.: La vida cotidiana de los dioses  griegos, Madrid, Temas de Hoy, 1990, ISBN 978-84-7880-029-2.
- "Filosofías del género: Platón, Aristóteles y la diferencia sexual", en Michelle Perrot y Georges Duby, dirs., Historia de las mujeres, Madrid, Taurus, 1991, or. 1991.
- Le Plaisir et le Mal. Philosophie de la drogue, París, Odile Jacob, 1997. Tr.: El placer y el mal: filosofía de la droga Península, 2000 ISBN 978-84-8307-239-4
- L'âme est un corps de femme, París, Odile Jacob, 2000;
- Eros tiranno. Sessualità e sensualità nel mondo antico, Bari, 2004. Tr.: La Sensualité des Anciens, París, Odile Jacob, 2008